# Athol (Massachusetts, statisztikai település)
Athol statisztikai település az USA Massachusetts államában, Worcester megyében. Lakosainak száma 8486 fő (2020. április 1.).

## Népesség
A település népességének változása:

| 2010 | 8 265 |
| 2020 | 8 486 |